# بولتن مدارس شرق‌شناسی آمریکا
بولتن مدارس شرق‌شناسی آمریکا یکی از سه مجله دانشگاهی که توسط مدارس آمریکایی شرق‌شناسی منتشر شده است. این کار تحت عنوان بولتن مدرسه‌ی آمریکایی پژوهش‌های شرقی در اورشلیم، در سال ۱۹۱۹ آغاز شد. بولتن نام فعلی خود را در سال ۱۹۲۱ به خود گرفت. 